# Lleó del Cap
El lleó del Cap (Panthera leo melanochaitus) és una subpoblació extinta de Panthera leo melanochaita (lleó) que es trobava antigament distribuïda des de la província del Cap fins a la Província de Natal. S'extingí a mitjans del segle xix.

## Característiques
El lleó del Cap era descrit com un animal molt gros, amb les orelles de vores negres i una gran crinera negra que s'estenia més enllà de les espatlles i per sota de la panxa. Els cranis de dos exemplars del Museu Britànic d'Història Natural obtinguts a la conca del riu Orange tenien la regió occipital més curta que en altres lleons de Sud-àfrica i tendien a desenvolupar una segona premolar.

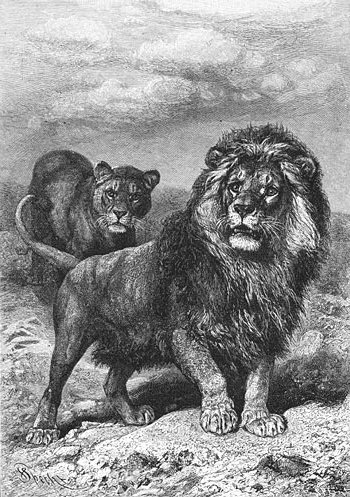
Representació artística de dos lleons del Cap publicada el 1927

Segons el zoòleg estatunidenc Edmund Heller, el crani del lleó del Cap era uns 25 mm més gros que el dels lleons equatorials tot i ser més estret proporcionalment. Segons el mateix científic, el lleó del Cap era significativament més gros que el lleó asiàtic i els altres lleons d'Àfrica. Se'n caçaren espècimens de 272 kg al sud del riu Vaal.
El resultat d'un estudi a llarg termini indica que el color de les crineres dels lleons depèn de variables climàtiques i varia d'un individu a l'altre. Les crineres més fosques i llargues són més habituals en estacions fredes.

## Extinció
A mitjans del segle xvii començaren a arribar els primers colons a Sud-àfrica, provinents de països com ara Holanda, França, Escòcia i Dinamarca. En aquella època, els lleons atacaven pràcticament qualsevol cosa, fos una zebra, un antílop o fins i tot una foca reposant a la platja. Els colonitzadors introduïren animals domèstics que eren molt més fàcils d'abatre que les preses tradicionals dels lleons.
Els relats de l'època recullen molts atacs de lleons grossos contra les poblacions dels boers.
Jan van Riebeeck, fundador de Ciutat del Cap el 1652, hagué de construir el Castell de Bona Esperança precisament per evitar aquests atacs. A partir del 1666, la primitiva estructura de fusta començà a ser substituïda per una altra de pedra que en millorava les defenses.
La caça, tant per esport com per protegir les propietats i ramats dels colonitzadors, anà reduint la distribució d'aquesta població a poc a poc. L'últim lleó de la província del Cap fou abatut el 1858 i, el 1865, el general Bisset matà l'últim individu d'aquesta subespècie a Natal. Avui en dia, alguns museus europeus en conserven exemplars dissecats. El Museu Naturalis de Leiden (Països Baixos) també en conserva un exemplar dissecat a la seva caixa forta, que només es pot veure durant visites guiades.